# Sebestyanos
Sebestyanos (règne vers 1703 - vers 1718) était un dirigeant de Choa, un noble Amhara important d'Éthiopie. Il était l'un des fils de Negassie Krestos. Abir déclare qu'il a régné pendant 15 ans, tout en notant que William Cornwallis affirme qu'il a régné pendant 25 ans et que Rochet d'Héricourt 33.
Selon Donald Levine, le père de Sebestyanos, Negassie Krestos, a proclamé dans son testament que son fils aîné Akawa hériterait de son « trône ». Sebestyanos recevrait sa lance, son coutelas en argent et son bouclier doré. La terre et l'argent iraient à ses cinq autres fils. Cependant, la sécheresse et la famine affligèrent Choa : la noblesse déposa Akawa en faveur de son plus jeune fils Daña. Redoutant les combats qui s'ensuivraient, Sebestyanos s'enfuit Menz vers la sécurité de Merhabete, où il servit comme gouverneur. Pendant ce temps, ses proches sont devenus mécontents de son frère Daña et ont réussi à attirer Sebestyanos à Menz, où ses victoires sur le Oromo voisin l'ont inévitablement conduit à combattre son frère. Il a vaincu Daña et s'est proclamé dirigeant de Menz.
Pankhurst déclare que pendant son règne, Choa a clairement élargi ses frontières aux dépens de ses rivaux Oromo. En conséquence, il fonda un certain nombre de villes, dont Doqaqit, 'Ayne et Eyabar.
Bien que son père Negasi Krestos n'ait pas réussi à obtenir le titre de Meridazmach de la part de Empereur Iyasus I, Sebestyanos a assumé le titre. Il poursuivit les conquêtes de son père dans le haut Yifat.
Selon Levine, Sebestyanos est mort « par un curieux accident ». Son fils Qedami Qal avait reconstruit certaines des églises qui avaient été détruites par Ahmad Gragn, dont l'une se trouvait à Doqaqit dédiée à Saint Michel. Une partie de la cérémonie nécessitait le tabot dans l'église de 'Ayne, où vivait son père, et il fut secrètement transféré à Doqaqit. Sebestyanos comprit cela comme un acte de rébellion et entreprit de capturer et de discipliner son fils ; cependant, dans la bataille qui a suivi, l'un des serviteurs de Qedami Qal a accidentellement tué le Meridazmach.